# FTSE Italia All-Share
FTSE Italia All-Share ist ein italienischer Aktienindex der alle Unternehmen der Auswahlindizes FTSE MIB, FTSE Italia Mid Cap und FTSE Italia Small Cap, die an der Borsa Italiana in Mailand gehandelt werden umfasst. FTSE steht für Financial Times Stock Exchange und weist auf den Ersteller und Publikator des Indexes hin - die FTSE Group.
Der Index wurde 2009 aufgesetzt und enthielt per Ende 2024 198 Titel. Damit deckt er etwa 95 % des Italienischen Marktes an inländischen Aktien ab.
Der Index gilt als Benchmark und bildet die Grundlage für ETFs.